# The Adolescents
A The Adolescents egy kaliforniai punkegyüttes. 1980-ban alakultak a kaliforniai Fullertonban. Érdekesség, hogy a zenekarnak sok köze van a Social Distortionhöz: ugyanabból a városból származnak, és számtalan tag abból az együttesből ment át az Adolescents-be. Steve Soto viszont az Agent Orange (együttes) punkegyüttes alapító tagja volt. Az Adolescents megalakulása előtt a legtöbb tag a fent említett két zenekarban játszott. Később elhatározták, hogy összejönnek és megalapítják saját zenei társulatukat. Első nagylemezüket 1981-ben jelentették meg. Albumaikat a Posh Boy Records, Frontier Records, SOS Records, Triple X Records, Finger Records, Concrete Jungle Records kiadók jelentetik meg. A zenekar egyike a nyolcvanas években virágzó amerikai punk mozgalom képviselőinek, és sok ottani punk kultikus zenei társulatként tekint rá. 

## Tagok
- Tony Reflex - ének (1980-1981, 1986-1988, 2001-)
- Steve Soto - basszusgitár (1980-1981, 1986-1989, 2001-)
- Dan Root - gitár (2011-)
- Mike Cambra - dobok (2013-)
- Ian Taylor - ritmusgitár (2016-)

## Diszkográfia
- Adolescents (1981)
- Brats in Battalions (1987)
- Balboa Fun Zone (1988)
- OC Confidential (2005)
- The Fastest Kid Alive (2011)
- Presumed Insolent (2013)
- La Vendetta... (2014)
- Manifest Density (2016)
- Cropduster (2018)
- Russian Spider Dump (2020)